# Nicole Max
Nicole Max (* 6. Dezember 1961 in Bettemburg) ist eine luxemburgische Schauspielerin und Hörspielsprecherin. Sie lebt in Paris.

## Leben
Nicole Max wurde ab 1981 an der Universität Paris III zur Schauspielerin ausgebildet. Sie war danach überwiegend im Theater engagiert. In den 2000er Jahren kamen vermehrt Angebote für luxemburgische, französische und deutsche Film- und Fernsehproduktionen.

## Filmografie (Auswahl)
- 1988: Troublemaker
- 1993: Tatort: Kesseltreiben
- 1997: Back in Trouble
- 2001: Tatort: Du hast keine Chance
- 2001: Tatort: Zielscheibe
- 2002: Der Felsen
- 2004: Retrograde – Krieg auf dem Eisplaneten (Retrograde)
- 2006: Kleine Geheimnisse (Perl oder Pica)
- 2009: Verso
- 2010: Trouble No More
- 2011–2012: Weemseesdet (Fernsehserie, 24 Folgen)
- 2012: Blind Spot (Doudege Wénkel)
- 2019: Capitani (Fernsehserie, 7 Folgen)

## Hörspiele (Auswahl)
- 2001: David Zane Mairowitz: Fragmente einer vulgären Sprache (Clotilde) – Realisation und Regie: Stefan Dutt (Original-Hörspiel – SR)
- 2009: Erhard Schmied: Ein Fall für Krämer und Paquet (4. Folge: Saarlouis – Luxemburg und zurück) (Frau Bellheim) – Regie: Stefan Dutt (Originalhörspiel, Kriminalhörspiel, Kurzhörspiel – SR)
- 2009: Madeleine Giese: Radio-Tatort: Kein Feuer so heiß (Madame Doubek) – Regie: Stefan Dutt (Originalhörspiel, Kriminalhörspiel – SR)
- 2009: Katharina Bihler, Stefan Scheib: Bout du Monde – Ende der Welt. In deutscher und französischer Sprache (Museumsführerin Sylvie Mouette) – Regie: Katharina Bihler, Stefan Scheib (auch Komposition) (Originalhörspiel – SR)
  - Auszeichnungen: Hörspiel des Monats Juni 2009 und Hörspiel des Jahres 2009